# Tobias Hysén
Glenn Tobias Hysén (n. 9 martie 1982, Göteborg, Suedia) este un fotbalist suedez, care evoluează la clubul chinez Shanghai Dongya pe poziția de mijlocaș.

## Goluri internaționale
| #   | Data              | Stadion                               | Oponent       | Scor | Rezultat | Competiție                                             |
| --- | ----------------- | ------------------------------------- | ------------- | ---- | -------- | ------------------------------------------------------ |
| 1.  | 22 ianuarie 2011  | Mbombela Stadium, Nelspruit           | Africa de Sud | 1–1  | 1–1      | Meci amical                                            |
| 2.  | 8 februarie 2011  | GSP Stadium, Nicosia                  | Cipru         | 0–1  | 0–2      | Meci amical1                                           |
| 3.  | 10 august 2011    | Metalist Stadium, Kharkiv             | Ucraina       | 0–1  | 0–1      | Meci amical                                            |
| 4.  | 6 septembrie 2011 | Stadio Olimpico, Serravalle           | San Marino    | 0–4  | 0–5      | Preliminariile Campionatului European de Fotbal 2012   |
| 5.  | 18 ianuarie 2012  | Al-Gharafa Stadium, Doha              | Bahrain       | 1–0  | 2–0      | Meci amical                                            |
| 6.  | 23 ianuarie 2012  | Jassim Bin Hamad Stadium, Doha        | Qatar         | 0–3  | 0–5      | Meci amical                                            |
| 7.  | 23 ianuarie 2012  | Jassim Bin Hamad Stadium, Doha        | Qatar         | 0–5  | 0–5      | Meci amical                                            |
| 8.  | 26 ianuarie 2013  | 700th Anniversary Stadium, Chiang Mai | Finlanda      | 1–0  | 3–0      | King's Cup                                             |
| 9.  | 15 octombrie 2013 | Friends Arena, Stockholm              | Germania      | 1–0  | 3–5      | Calificările pentru Campionatul Mondial de Fotbal 2014 |
| 10. | 15 octombrie 2013 | Friends Arena, Stockholm              | Germania      | 3–4  | 3–5      | Calificările pentru Campionatul Mondial de Fotbal 2014 |

Note
1 Cyprus Four Nations Football Tournament 2011

## Palmares

### Club
Djurgården
- Svenska Cupen (2): 2004, 2005
- Allsvenskan (1): 2005

Sunderland
- Football League Championship (1): 2006–07

IFK Göteborg
- Svenska Cupen (2): 2008, 2012-13
- Allsvenskan (1): 2007

### Individual
- Golgheter Allsvenskan: 2009
- Atacantul anului în Allsvenskan: 2013
- Cel mai bun jucător din Allsvenskan: 2013